# Pristava, Novo mesto
Pristava este o localitate din comuna Novo mesto, Slovenia, cu o populație de 95 de locuitori.